# Stazione di Hara (Shizuoka)
La stazione di Hara (原駅 Hara-eki?) è una stazione della città di Numazu, nella prefettura di Shizuoka. Presso la stazione passa la linea principale Tōkaidō gestita dalla JR Central.

## Linee
JR Central
■ Linea principale Tōkaidō

## Caratteristiche
La stazione JR di Hara possiede un marciapiede laterale e uno a isola centrale serventi tre binari in superficie, di cui solo due usati regolarmente, ed è dotata di tornelli di accesso automatici che supportano la tariffazione elettronica TOICA.
| 1 | Binario di servizio        | Binario di servizio                  |
| 2 | ■ Linea principale Tōkaidō | per Atami, Odawara, Yokohama e Tokyo |
| 3 | ■ Linea principale Tōkaidō | per Shizuoka, Hamamatsu e Toyohashi  |

## Stazioni adiacenti
| «                                     | Servizio                              | »                                     |
| Linea principale Tōkaidō (JR Central) | Linea principale Tōkaidō (JR Central) | Linea principale Tōkaidō (JR Central) |
| ------------------------------------- | ------------------------------------- | ------------------------------------- |
| Katahama                              | Locale                                | Higashi-Tagonoura                     |
| L'Homeliner non ferma                 |                                       |                                       |